# Corentin Tolisso
Corentin Tolisso (Tarare, 3 d'agost de 1994) és un futbolista francès que juga com a centrecampista central per l'Olympique de Lió i la selecció nacional francesa.
Es va formar a l'acadèmia de l'Lió, va fer el seu debut com a professional per l'equip el 2013, va jugar 160 partits i va marcar 29 gols. Va unir-se al FC Bayern de Múnic per 41,5 milions d'euros l'estiu de 2017, el fitxatge més car d'un equip alemany.
Tolisso també ha representat França en diverses categories juvenils abans de fer el seu debut com a professional el 2017.

## Carrera en equips

### Lyon

#### Temporades 2013-2016

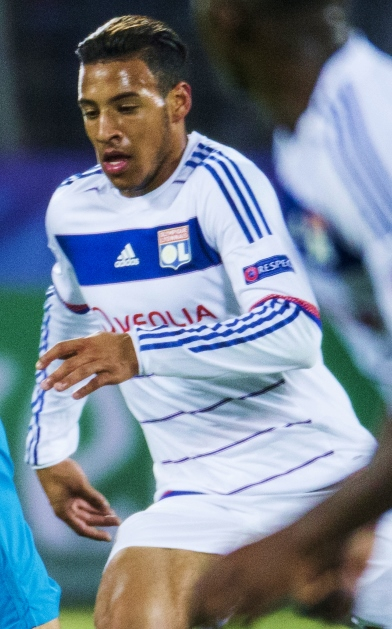
Tolisso jugant pel Lyon l'octubre de 2015.

Tolisso es va formar a l'acadèmia de l'Olympique de Lió, havent-se unit a l'equip als tretze anys. El 20 d'agost de 2013, l'entrenador Rémi Garde va fer debutar Tolisso amb l'equip com a substitut el minut 92 en una victòria 4-0 de la Ligue 1 a casa contra l'OGC Nice. Va debutar en una competició europea amb l'equip el 24 d'octubre de 2013, jugant en una victòria 1-0 contra el HNK Rijeka a la fase de grups de la Lliga Europa de la UEFA 2013-2014. Una setmana més tard, Tolisso va signar el seu primer contracte professional amb l'equip, comprometent-se fins al 2017. El 9 de març de 2014, va marcar el seu primer gol de la carrera al temps de descompte (al minut 94) donant la victòria 2-1 al Lyon fora de casa contra el Girondins de Bordeus a la Ligue 1. Tolisso també va jugar com a jugador polivalent la majoria de la temporada, jugant de defensa dret en comptes de Mouhamadou Dabo i més endavant com a centrecampista central després de les lesions de Yoann Gourcuff i Gueïda Fofana.
L'absència continuada de Fofana i després la lesió de Clément Grenier també va atorgar-li l'oportunitat de jugar més al primer equip del Lyon la temporada següent. Durant la temporada 2014-2015 va jugar en tots els partits de la Ligue 1, marcant set gols. A finals de temporada Tolisso i els seus companys d'equip Nabil Fekir i Anthony Lopes van ser recompensats amb millores contractuals, signants nous contractes amb l'equip fins al 2020. Va continuar amb la seva bona forma la temporada 2015-2016 de la Ligue 1 on va marcar cinc gols i va fer sis assistències i el Lyon acabava la temporada de la Ligue 1 en segona posició darrere el Paris Saint-Germain FC.

#### Temporada 2016-2017

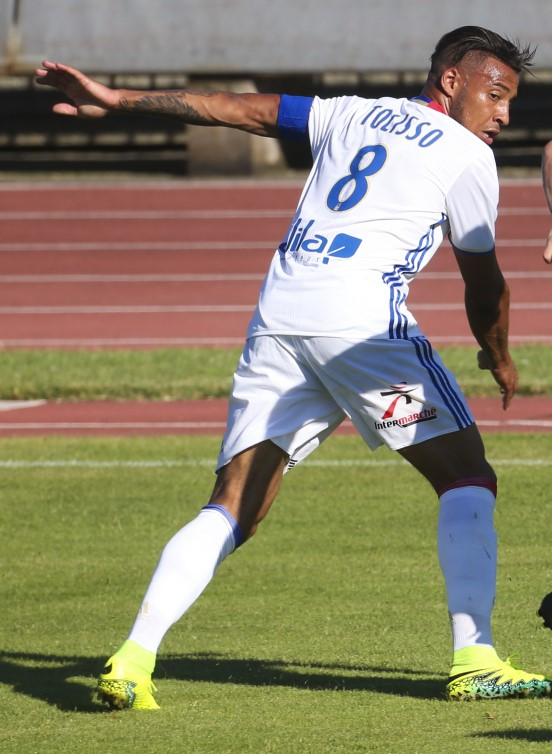
Tolisso jugant pel Lyon contra el Zenit Sant Petersburg el juliol de 2016

La forma de Tolisso la temporada anterior li va valdre força ofertes de tot Europa i el juliol de 2016 va rebre una oferta de 37,5 milions d'euros de l'equip de la Serie A Napoli. Va rebutjar l'oferta i va reafirmar el seu compromís amb el Lyon citant el seu afecte i la seva creença en el progrés de l'equip com les seves raons per quedar-se.
Va jugar el primer partit de la temporada a la supercopa de França el 6 d'agost de 2016 on el Lyon va perdre 4-1 pel campió de llavors de la Ligue 1 Paris Saint-Germain FC. El mateix Tolisso va marcar un gol el minut 87 però el gol no va resultar ser més que una consolació. Tolisso va marcar el seu primer gol de la temporada el 27 d'agost, obrint el marcador en una derrota fora de casa contra el Dijon, i el seu primer gol (el minut 13) en una competició d'equips de la UEFA el 14 de setembre en un partit a casa de la fase de grups de la Lliga de Campions de la UEFA que va acabar en una victòria 3-0 contra el Dinamo de Zagreb.
El 2 d'octubre de 2016, amb el capità Maxime Gonalons i el segon capità Alexandre Lacazette lesionats, Tolisso va rebre el braçalet de capità el primer derbi del Rhône contra l'Saint-Étienne al nou estadi del Lyon, Parc Olympique Lyonnais. En el partit de tornada el 5 de febrer, Tolisso va rebre la primera targeta vermella de la seva carrera després de ser expulsat per haver fet una falta a Fabien Lemoine durant el temps afegit. Moments abans de l'expulsió de Tolisso, el company d'equip del Lyon Rachid Ghezzal també havia sigut expulsat per desafiar el mateix jugador. La falta de disciplina mostrada durant la derrota del Lyon davant el Saint-Étienne va provocar que el president de l'equip Jean-Michel Aulas anunciés que ambdós jugadors serien castigats severament per les seves accions. Tanmateix, Tolisso va seguir sent titular de l'equip i va acabar la temporada 2016-2017 havent marcat catorze gols i fet set assistències en 47 partits de totes les competicions pel Lyon. Va ser elegit a l'equip de la temporada de la Lliga Europa de la UEFA.

### Bayern de Múnic

#### Temporada 2017-2018
El 14 de juny de 2017, l'equip de la Bundesliga FC Bayern de Múnic va aconseguir signar un contracte de cinc anys amb Tolisso del Lyon per 41,5 milions d'euros, a més de 6 milions d'euros en primes potencials. Va ser el fitxatge més car fet al Lyon, encara que el rècord va tornar-se a superar el 5 de juliol de 2017 amb la transferència d'Alexandre Lacazette a l'Arsenal FC per 53 milions d'euros. També va ser un rècord de fitxatge de la Bundesliga i del Bayern de Múnic, superant el rècord previ de 40 milions d'euros que l'equip va pagar per fitxar Javi Martínez de l'Athletic Club l'agost de 2012.
Va debutar per l'equip el 5 d'agost, sent titular en una victòria a la tanda de penals contra el Borussia Dortmund on el Bayern va ser coronat campió de la supercopa. Va marcar durant el seu debut a la Bundesliga el 18 d'agost, marcant el segon gol en una victòria 3-1 contra el Bayer Leverkusen. El 5 de desembre de 2017, amb la classificació a la ronda eliminatòria de la Lliga de Campions assegurada, Tolisso va marcar dos gols durant l'últim partit de la fase de grups en una victòria 3-1 contra el PSG; encara que el resultat no va ser prou perquè el Bayern acabés primer.
El 7 d'abril de 2018 Tolisso va marcar el gol de l'empat en el qual acabaria sent una victòria del Bayern 4-1 contra el FC Augsburg i va guanyar el títol de lliga quan encara quedaven cinc partits per disputar.

## Carrera internacional

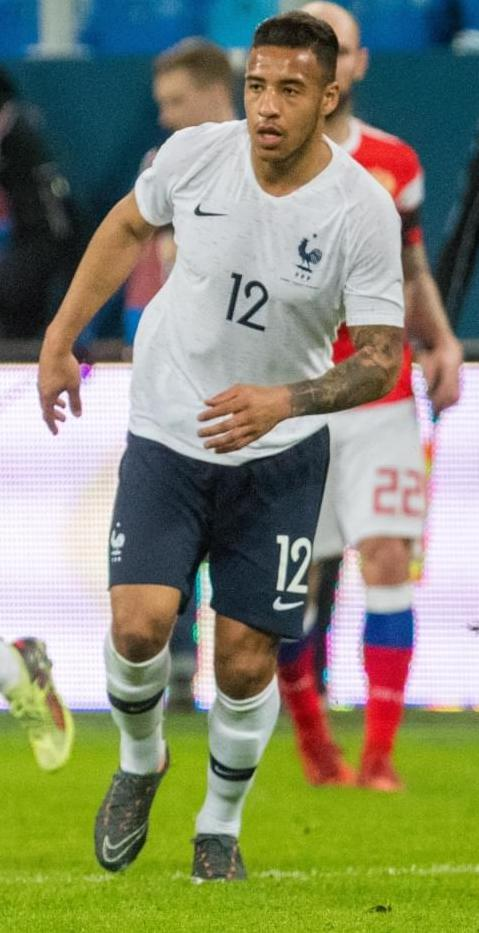
Tolisso jugant per França el 2018

Encara que va néixer a França i va representar la nació en diverses categories juvenils, incloent-hi l'equip sub-21, del qual era capità, Tolisso també podria haver representat Togo a causa de la seva ascendència paterna. El 2016 l'entrenador de Togo Claude Le Roy va dir que intentaria convèncer Tolisso a representar Togo en comptes de França. Tolisso havia reconegut abans els seus vincles amb Togo però era lleial a França, afirmant que "vaig néixer aquí i m'hi vaig criar."
Ja havent representat França en diverses categories juvenils, Tolisso va ser convocat per la selecció professional per primer cop contra Luxemburg i Espanya el març de 2017. Va debutar el 28 de març de 2017 contra Espanya, sent titular del partit i sent substituït per Thomas Lemar al minut 80 en una derrota 2-0 a casa en un amistós.

### Copa del Món de 2018
El 17 de maig de 2018 va ser convocat a l'equip de 23 homes de la selecció francesa per la Copa del Món de Futbol de 2018 a Rússia. Va jugar els primers 78 minuts i després va ser substituït en una victòria 2-1 contra Austràlia en el primer partit de la fase de grups el 16 de juny. Tolisso no va jugar els dos últims partits de la fase de grups contra el Perú i Dinamarca. El 30 de juny va substituir Blaise Matuidi el minut 75 en una victòria 4-3 contra Argentina a vuitens de final. El 6 de juliol Tolisso va ser titular al partit de quarts de final contra l'Uruguai i va fer una assistència de gol a Antoine Griezmann que va fer que França guanyés 2-0. Va substituir Matuidi el minut 86 en una victòria 1-0 a les semifinals contra Bèlgica el 10 de juliol.

## Estadístiques

### Equip
Actualitzat el 19 de maig de 2018
| Equip               | Temporada           | Lliga               | Lliga   | Lliga | Copa¹   | Copa¹ | Copa de la Lliga² | Copa de la Lliga² | Continental3 | Continental3 | Altres4 | Altres4 | Total   | Total |
| Equip               | Temporada           | Lliga               | Partits | Gols  | Partits | Gols  | Partits           | Gols              | Partits      | Gols         | Partits | Gols    | Partits | Gols  |
| ------------------- | ------------------- | ------------------- | ------- | ----- | ------- | ----- | ----------------- | ----------------- | ------------ | ------------ | ------- | ------- | ------- | ----- |
| Olympique de Lió    | 2013–14             | Ligue 1             | 14      | 1     | 1       | 0     | 1                 | 0                 | 9            | 0            | —       | —       | 25      | 1     |
| Olympique de Lió    | 2014–15             | Ligue 1             | 38      | 7     | 2       | 0     | 0                 | 0                 | 3            | 0            | —       | —       | 43      | 7     |
| Olympique de Lió    | 2015–16             | Ligue 1             | 33      | 5     | 4       | 1     | 2                 | 1                 | 6            | 0            | 0       | 0       | 45      | 7     |
| Olympique de Lió    | 2016–17             | Ligue 1             | 31      | 8     | 1       | 1     | 0                 | 0                 | 14           | 4            | 1       | 1       | 47      | 14    |
| Olympique de Lió    | Total               | Total               | 116     | 21    | 8       | 2     | 3                 | 1                 | 32           | 4            | 1       | 1       | 160     | 29    |
| FC Bayern de Múnic  | 2017–18             | Bundesliga          | 26      | 6     | 5       | 1     | —                 | —                 | 8            | 3            | 1       | 0       | 40      | 10    |
| Total de la carrera | Total de la carrera | Total de la carrera | 142     | 27    | 13      | 3     | 3                 | 1                 | 40           | 7            | 2       | 1       | 200     | 39    |

¹ Inclou la Copa de França i els partits del DFB-Pokal. 
² Inclou els partits de la Copa de la Lliga francesa. 
3 Inclou els partits de la Lliga de Campions de la UEFA i la Lliga Europa de la UEFA.
4 Inclou els partits de la supercopa francesa i la supercopa alemanya.

### Internacional
Actualitzat el 10 de juliol de 2018
| Selecció nacional | Any   | Partits | Gols |
| ----------------- | ----- | ------- | ---- |
| França            | 2017  | 5       | 0    |
| França            | 2018  | 8       | 0    |
| Total             | Total | 13      | 0    |

## Palmarès
Bayern de Múnic
- 1 Campionat del Món: 2020.
- 1 Lliga de Campions de la UEFA: 2019-20.
- 1 Supercopa d'Europa: 2020.
- 3 Bundesliga: 2017-18, 2018-19, 2019-20.[25]
- 2 Copa alemanya: 2018-19, 2019-20.
- 3 Supercopa alemanya: 2017,[22] 2018, 2020.

Selecció francesa
- 1 Copa del Món: 2018.

Individual
- Equip de la temporada de la Lliga Europa de la UEFA: 2016-2017[15]